# Windglider
Voor de Olympische zeilwedstrijden van 1984 in Los Angeles, werd de Windglider verkozen boven de originele Windsurfer zeilplank. Deze keuze werd gemaakt omdat de plank gemaakt was van glasvezelversterkt polyester. De van polyethyleen vervaardigde Windsurfer kon met warmte, desnoods dagelijks, aangepast worden aan de zeilomstandigheden wat de eenheid niet ten goede kwam.
De Windglider voert een grootzeil van 6,5m². Het gebruik van een trapeze was niet toegestaan. Het steekzwaard weegt rond de 4 kg en werd gedurende de ruimewindse rakken door de surfer over de schouder gedragen. De baanlengte van 9 zeemijl stelde de deelnemers zwaar op de proef.
De zeilplanken werden tijdens de spelen door de organisatie ter beschikking gesteld. Mast en zeilen werden eenmalig toegewezen. De planken werden dagelijks herverdeeld onder de deelnemers.

## Uitslagen Olympische Spelen[2]
| Jaar | Locatie    | Goud                     | Zilver                   | Brons             |
| ---- | ---------- | ------------------------ | ------------------------ | ----------------- |
| 1984 | Long Beach | NED Stephan van den Berg | USA Randell Scott Steele | NZL Bruce Kendall |